# Çatalca

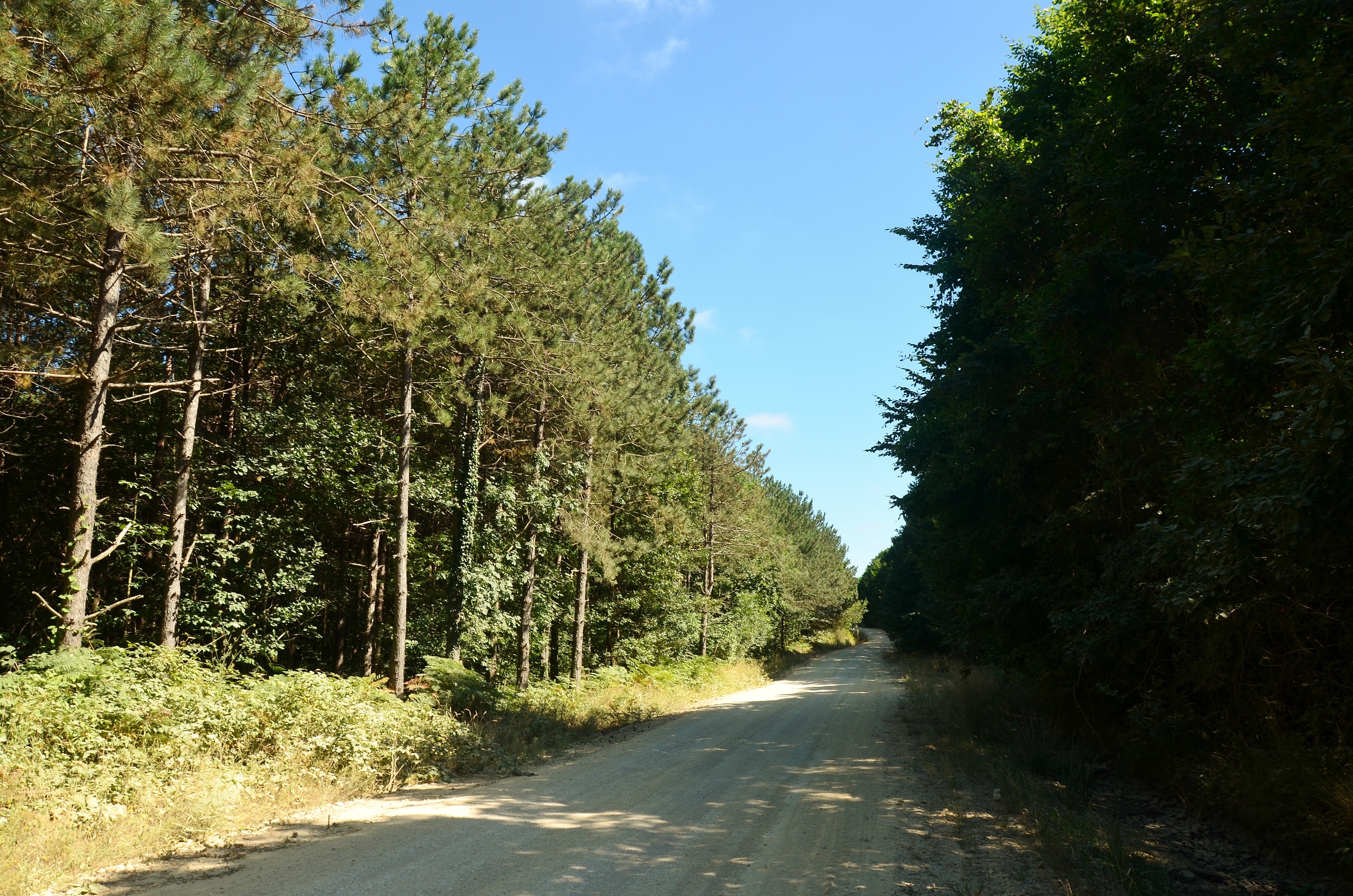

Çatalca (pronuncia in turco: [t͡ʃaˈtaɫd͡ʒa]), in italiano anche adattato come Ciatalgia, è un comune della Turchia centro dell'omonimo distretto, nella provincia di Istanbul. È parte del comune metropolitano di Istanbul.

## Storia
Esisteva già nell'epoca bizantina col nome di Ergisce, che secondo la Suda derivava dall'eroe mitologico Ergisco, fondatore della città e figlio di Poseidone e della ninfa naiade Aba. 
Importante centro della Tracia orientale in periodo ottomano, si presentava con una popolazione mista di greci e di turchi.